# Younger Lady

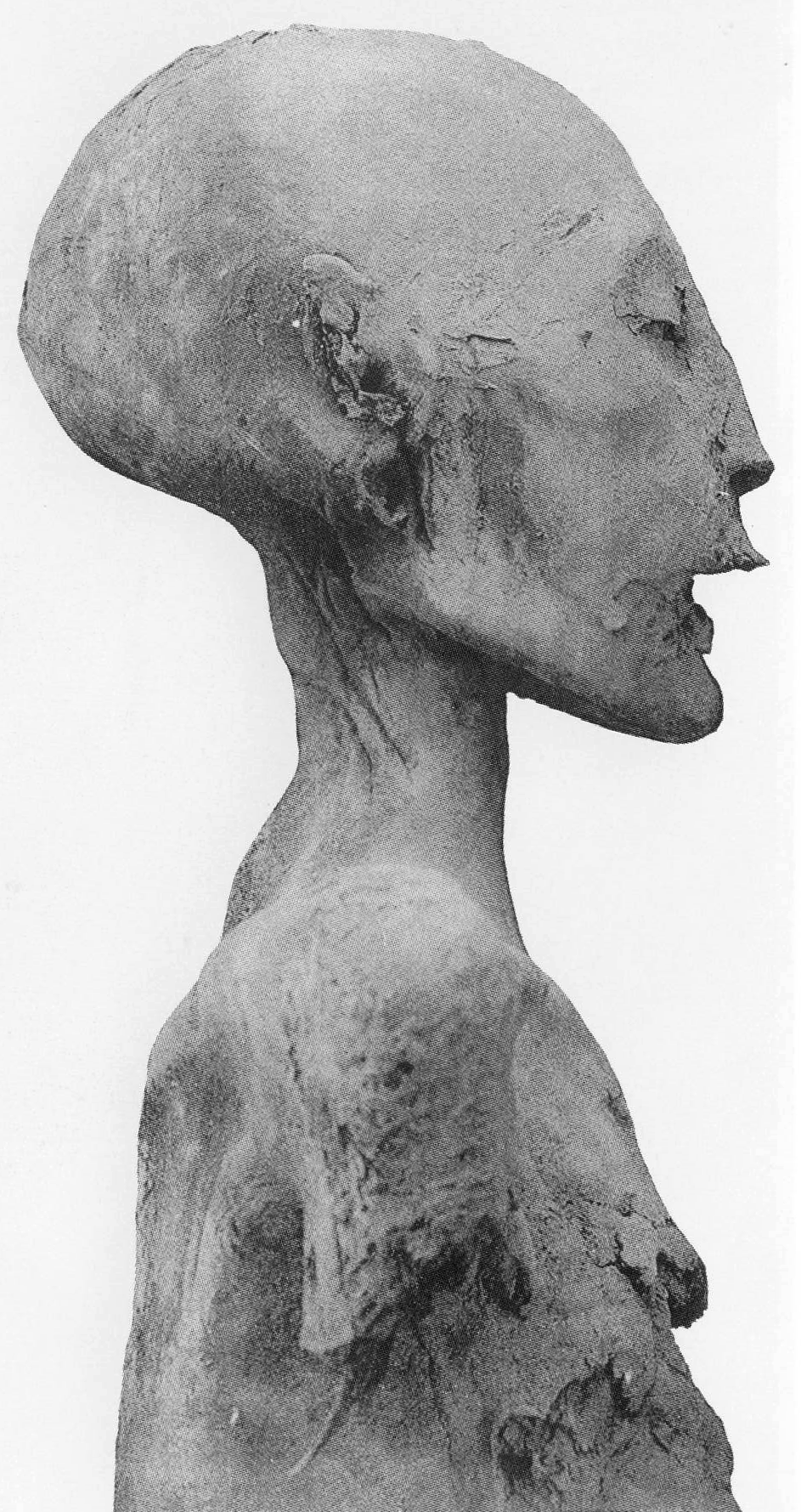
Rechtes Profil der Mumie aus KV35.

Mit Younger Lady (englisch für „jüngere Dame“) wird eine im Tal der Könige entdeckte altägyptische Mumie bezeichnet. Sie wurde 1898 vom Archäologen Victor Loret zusammen mit vielen weiteren Königsmumien in Grab KV35, dem Grab Amenophis II. gefunden. Die Mumie konnte im Jahr 2010 mittels DNA-Analysen als die Mutter von Tutanchamun und als Tochter des Königspaares Amenophis III. und Teje identifiziert werden. Sie wird alternativ auch als KV35YL („YL“ für „Younger Lady“) bezeichnet und befindet sich zurzeit im Ägyptischen Museum in Kairo (Inventarnummer CG 61072).

## Entdeckung und Identifizierung
Die Mumie wurde im Grab KV35 zwischen zwei weiteren Mumien aufgefunden: ein im Alter von ungefähr zehn Jahren verstorbener Junge, bei dem es sich entweder um den Prinzen Webensenu oder Thutmosis handelt, und eine ältere Frau (KV35EL – Elder Lady), die als Königin Teje identifiziert werden konnte. Alle drei Mumien wurden nackt nebeneinander liegend und unidentifiziert in einer kleinen Vorkammer des Grabes gefunden. Sie befanden sich in einem sehr schlechten Zustand, da sie durch antike Grabräuber weitgehend zerstört worden waren.

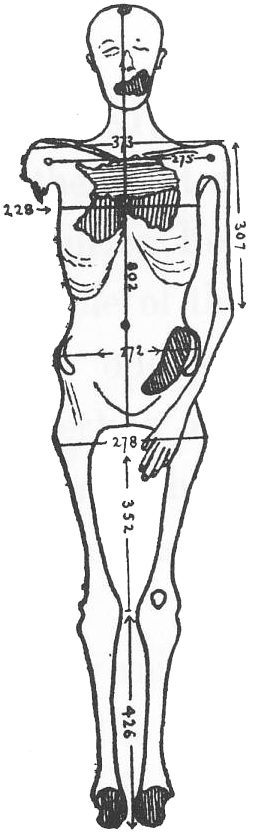
Zeichnung von Grafton Elliot Smith, die die umfangreiche Zerstörung der Mumie deutlich macht.

Über die Identität der Younger Lady wurde viel spekuliert. Als Victor Loret die Mumie fand, hielt er sie aufgrund des kahlen Schädels anfangs für einen jungen Mann. Später führte Grafton Elliot Smith (1871–1937) eine genauere Untersuchung durch und fand heraus, dass die Mumie weiblich war, dennoch behauptete sich Lorets ursprüngliche Fehldeutung für lange Zeit. 2007 teilte Zahi Hawass der Öffentlichkeit mit, eine kürzlich erfolgte Untersuchung habe das männliche Geschlecht der Mumie bestätigt. Wenig später teilte Hawass mit, es sei ihm nun gelungen, den Leichnam als den der Kija zu identifizieren. Erst im Jahr 2010 konnten autosomale und mitochondriale-DNA-Tests endgültig beweisen, dass die Mumie weiblich ist, darüber hinaus dass sie die Mutter von Tutanchamun, sowie die Tochter von Amenophis III. und Königin Teje war.
Als Vater von Tutanchamun konnte die Mumie aus Grab KV55 identifiziert werden, die sich zugleich als Bruder der Younger Lady herausstellte. Einige Ägyptologen, einschließlich Zahi Hawass, halten sie für die Mumie Echnatons, während andere, wie beispielsweise die Anthropologin Joyce Filer, in ihr die Mumie von Semenchkare sehen.
Den Untersuchungsergebnissen zufolge ist es unwahrscheinlich, dass es sich bei der Younger Lady (beziehungsweise bei Tutanchamuns Mutter) um Nofretete oder Echnatons zweite Gemahlin Kija handeln könnte, da keine von beiden die Titel „Königstochter“ oder „Königsschwester“ trägt. Ebenso zweifelhaft erscheint die Gleichsetzung der Younger Lady mit einer der Amenophis III.-Töchter Sitamun, Iset oder Henuttaunebu, die allesamt Große königliche Gemahlinnen ihres Vaters gewesen sind. Bei einer Heirat mit Echnaton hätte eine von ihnen den Platz Nofretetes als Königin Ägyptens einnehmen müssen. Realistischer erscheint die Möglichkeit, die Mumie Nebet-tah oder Baketaton zuzuschreiben, die beide ebenfalls Töchter von Amenophis III. waren, jedoch nicht mit diesem verheiratet.

## Beschreibung
Grafton Elliot Smith lieferte Anfang des Zwanzigsten Jahrhunderts in seiner Begutachtung der königlichen Mumien eine umfangreiche Beschreibung der Younger Lady. Demnach war die Mumie 1,58 Meter groß und zum Zeitpunkt des Todes nicht älter als 25 Jahre. Smith erwähnte auch die von antiken Grabräubern verursachten Schäden. Die Grabräuber zertrümmerten den Brustkorb der Mumie und rissen den rechten Arm unterhalb der Schulter ab. Auch wurde das rechte Ohr abgebrochen und ein 38 × 30 mm großes Loch ins Stirnbein gestoßen. Smith fand heraus, dass die Einbalsamierungsmethode mit der Mumie von Amenophis II. und anderen zeitgenössischen Mumien übereinstimmte, und vermutete, dass die Younger Lady mit diesem in enger Verwandtschaft stand.
Verletzungen an Mund und linker Wange der Mumie, die auch Teile des Kiefers zerstört haben, wurden ursprünglich ebenfalls für das Werk von Grabräubern gehalten, jedoch zeigte eine erneute Untersuchung, die zeitgleich zu den genetischen Tests stattfand, dass die Verletzungen vor dem Tod zugefügt wurden und die Wunden letzten Endes zum Tod der Frau geführt haben.